# Championnat de Malte de football 1984-1985
Navigation
Saison précédente Saison suivante
La saison 1984-1985 de Premier League Maltaise était la soixante-dixième édition de la première division maltaise.
Lors de cette saison, le La Vallette FC a tenté de conserver son titre de champion face aux sept meilleurs clubs maltais lors d'une série de matchs se déroulant sur toute l'année.
Il y a eu un nouveau changement de format lors de cette saison et la fédération a choisi de revenir au format d'une championnat à huit. Ainsi, les huit clubs participants au championnat ont été confrontés à deux reprises aux sept autres tout au long de la saison.
C'est le Rabat Ajax qui a été sacré champion de Malte pour la première fois de son histoire.
Deux places étaient qualificatives pour les compétitions européennes, la troisième place étant celle du vainqueur du Trophée Rothman 1984-1985.

## Qualifications en coupe d'Europe
À l'issue de la saison, le champion a participé au premier tour de la Coupe des clubs champions 1985-1986.
Le vainqueur du Trophée Rothman a pris la place pour la Coupe des coupes  1985-1986.
Le deuxième du championnat a pris la place en Coupe UEFA 1985-1986.

## Les huit clubs participants
| Club                | Stade             | Capacité | Ville      |
| ------------------- | ----------------- | -------- | ---------- |
| Floriana FC         | -                 | -        | Floriana   |
| Hamrun Spartans     | Victor Tedesco    | 6 000    | Hamrun     |
| Paola Hibernians FC | Hibernians Ground | 8 000    | Paola      |
| Marsa FC            | -                 | -        | Marsa      |
| Rabat Ajax          | -                 | -        | Rabat      |
| Sliema Wanderers FC | Guze Fava Ground  | 4 000    | Sliema     |
| La Vallette FC      | -                 | -        | La Valette |
| Zurrieq FC          | -                 | -        | Zurrieq    |

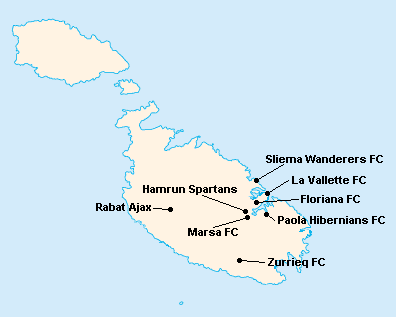
Localisation des clubs engagés dans le championnat.

L'île de Malte étant relativement petite, les clubs évoluent tous au stade National Ta'Qali (17 400 places). Certain cependant ont leur propre enceinte qu'ils peuvent éventuellement utiliser.

## Compétition

### Classement
| Rang | Équipe                  | Pts | J  | G | N | P  | Bp | Bc | Diff |
| ---- | ----------------------- | --- | -- | - | - | -- | -- | -- | ---- |
| 1    | Rabat Ajax              | 17  | 13 | 5 | 7 | 1  | 19 | 12 | +7   |
| 2    | Hamrun Spartans         | 16  | 13 | 4 | 8 | 1  | 18 | 8  | +10  |
| 3    | Sliema Wanderers FC (P) | 15  | 13 | 5 | 5 | 3  | 13 | 10 | +3   |
| 4    | La Vallette FC (T)      | 14  | 13 | 6 | 2 | 5  | 18 | 15 | +3   |
| 5    | Zurrieq FC (C)          | 14  | 13 | 5 | 4 | 4  | 18 | 14 | +4   |
| 6    | Paola Hibernians FC     | 14  | 13 | 5 | 4 | 4  | 14 | 12 | +2   |
| 7    | Floriana FC             | 13  | 13 | 4 | 5 | 4  | 11 | 11 | 0    |
| 8    | Marsa FC (P)            | 1   | 13 | 0 | 1 | 12 | 6  | 35 | -29  |

| Légende : Qualifications et relégations | Légende : Qualifications et relégations                                                     |
| --------------------------------------- | ------------------------------------------------------------------------------------------- |
|                                         | Coupe des clubs champions 1985-1986 (1er Tour)                                              |
|                                         | Coupe des coupes 1985-1986 (1er Tour)                                                       |
|                                         | Coupe UEFA 1985-1986 (1er Tour)                                                             |
|                                         | Relégation en First Division Maltaise                                                       |
|                                         | (T) : Tenant du titre 1983-1984 (P) : Promu en 1983-1984 (C) : Vainqueur du Trophée Rothman |

## Bilan de la saison
| Tableau d'Honneur       |            |
| Compétition             | Vainqueur  |
| Premier League Maltaise | Rabat Ajax |
| Trophée Rothman         | Zurrieq FC |

| Qualifications européennes 1985-1986 |                 |
| Coupe des clubs champions            | Qualifiés       |
| 1er tour                             | Rabat Ajax      |
| Coupe des coupes                     | Qualifiés       |
| 1er tour                             | Zurrieq FC      |
| Coupe UEFA                           | Qualifiés       |
| 1er tour                             | Hamrun Spartans |

| Promotions et relégations           |                         |
| Relégués en First Division Maltaise | Floriana FC Marsa FC    |
| Promus de First Division Maltaise   | Birkirkara FC Mqabba FC |